# Fredericktown (Missouri)
Fredericktown település az Amerikai Egyesült Államok Missouri államában, Madison megyében, melynek megyeszékhelye is. Lakosainak száma 4429 fő (2020. április 1.).

## Népesség
A település népességének változása:

| 2010 | 3 985 |
| 2020 | 4 429 |